# Marithimmanahalli, Madhugiri
Marithimmanahalli là một làng thuộc tehsil Madhugiri, huyện Tumkur, bang Karnataka, Ấn Độ.